# سابادادیهازا
ساباداِدیهازا (به مجاری:  Szabadegyháza) یک شهرداری در مجارستان است که در ناحیه گاردونی واقع شده‌است. سابادادیهازا ۴۱٫۶۴ کیلومتر مربع مساحت و ۲٬۲۳۷ نفر جمعیت دارد.